# 황투뎬역
황투뎬역(중국어: 黄土店站)은 베이징 창핑구 황투뎬촌에 위치한 역으로 1966년에 지어졌다. 베이징 동역에서 13 km, 사허 역에서 3 km 떨어진 곳에 있다. 역은 베이징 철로국 산하에 있다. 4등역으로, 화물 운송 업무와 여객 운송 업무를 모두 취급한다.

## 변환
징장 성제철로의 건설에 맞추어 베이징 북역이 임시로 운영을 중단하면서, 황투뎬 역은 양조장전용선 북측에 2개의 새로운 여객용 정거장을 건설했으며, 2개의 발착선, 1개의 고가교, 대합실이 건설되었다. 2016년 11월 1일 부터, 황투뎬 역은 베이징 교외철도 S2선 열차의 임시 시·종착역이 되었다. 역에서 여객 수송을 담당한 역무원 대부분은 원래 칭화위안 역(清华园站)의 역무원이었으며, 2016년 10월 31일 칭화위안 역이 폐쇄된 후 역에 배치되었다. 황투뎬 역에는 훠잉 역의 G4 출구를 연결하는 도로가 있다.

## 역 구조
| 대합실 | 매표, 보안점검, 화장실, 대기실, 출입구, 지하철 훠잉 역 연결통로 | 매표, 보안점검, 화장실, 대기실, 출입구, 지하철 훠잉 역 연결통로 | 매표, 보안점검, 화장실, 대기실, 출입구, 지하철 훠잉 역 연결통로 |
| 승강장 | 상대식 승강장, 왼쪽 출입문이 열림                               | 상대식 승강장, 왼쪽 출입문이 열림                               | 상대식 승강장, 왼쪽 출입문이 열림                               |
| 승강장 | 1번 선로                                                        | 베이징 교외철도 S2선 옌칭, 사청 방면(난커우) →                  |                                                                 |
| 승강장 | 2번 선로                                                        | 베이징 교외철도 S2선 옌칭, 사청 방면(난커우) →                  |                                                                 |
| 승강장 | 상대식 승강장, 오른쪽 출입문이 열림                             |                                                                 |                                                                 |

## 논쟁
베이징 교외철도 S2선 열차는 원래 베이징 북역에 보내졌으나, 징장 성제철로의 건설 계획에 따라 이 역으로 이동되었다. 그러나 역이 임시 정거장이기 때문에, 원래 정차역의 동쪽에 새로 임시 정거장이 건설되었다. 그러나 멀리 떨어져있는 새 정거장은 황투뎬 역과 거리가 멀고 주변 네비게이션 표지가 혼란스럽기 때문에 혼동을 일으킬 수 있다. 따라서 일부 시민들은 S2 열차에서 사용하는 황투뎬 역을 훠잉 역(霍营站) 또는 황투뎬 동역(黄土店东站)으로 이름을 바꿀 것을 제안했다.。

## 인접 정차역
| 중국철로         | 중국철로                         | 중국철로                 |
| ---------------- | -------------------------------- | ------------------------ |
| 왕징 솽차오 방면 | ← 13km 솽사 철로 11km →          | 사허 방면                |
| 시·종착역        | 환칭선 8km →                     | 칭허 방면                |
| 베이징 교외철도  |                                  |                          |
| 시·종착역        | 베이징 교외철도 S2선             | 난커우 역 사청/옌칭 방면 |
| 시·종착역        | 베이징 교외철로 동북환선(공사중) | 왕징 역 베이징둥 방면    |